# Jean Porée
Pour les articles homonymes, voir Porée.
Jean Porée est capitaine de l'Équipe de France de Coupe Davis en 1919.

## Biographie
Il fut capitaine de l'Équipe de France de Coupe Davis en 1919 avec pour joueurs, André Gobert, Max Decugis et William Laurentz. Au premier tour ils battent la Belgique puis échoue en finale contre le Royaume-Uni et n'atteignent pas le Challenge Round.